# San Antonio de Itatí
Pour les articles homonymes, voir Astrada.
San Antonio de Itatí est une ville de la province de Corrientes, en Argentine, et le chef-lieu du département de Berón de Astrada, dans la partie septentrionale de la province.
Entre 1910 et 2013, la municipalité s'appelait comme le département Berón de Astrada, nommée d'après Genaro Berón de Astrada, homme politique et militaire argentin, mort à la tête des troupes de la province en 1839.